# Eisuke Takizawa
Eisuke Takizawa (滝沢英輔, Takizawa Eisuke), né le 6 septembre 1902 et mort le 29 novembre 1965, est un réalisateur et un scénariste japonais. Son vrai nom est Ken Takizawa (滝沢憲, Takizawa Ken).

## Biographie
Eisuke Takizawa est le frère du réalisateur et écrivain Buntarō Futagawa. Il a réalisé 80 de films et écrit dix scénarios entre 1929 et 1965.

## Filmographie partielle
- 1933 : Jōshū nananin arashi (上州七人嵐?)

Izumi Ashikawa et Eisuke Takizawa sur le tournage de Inoru hito (1959).

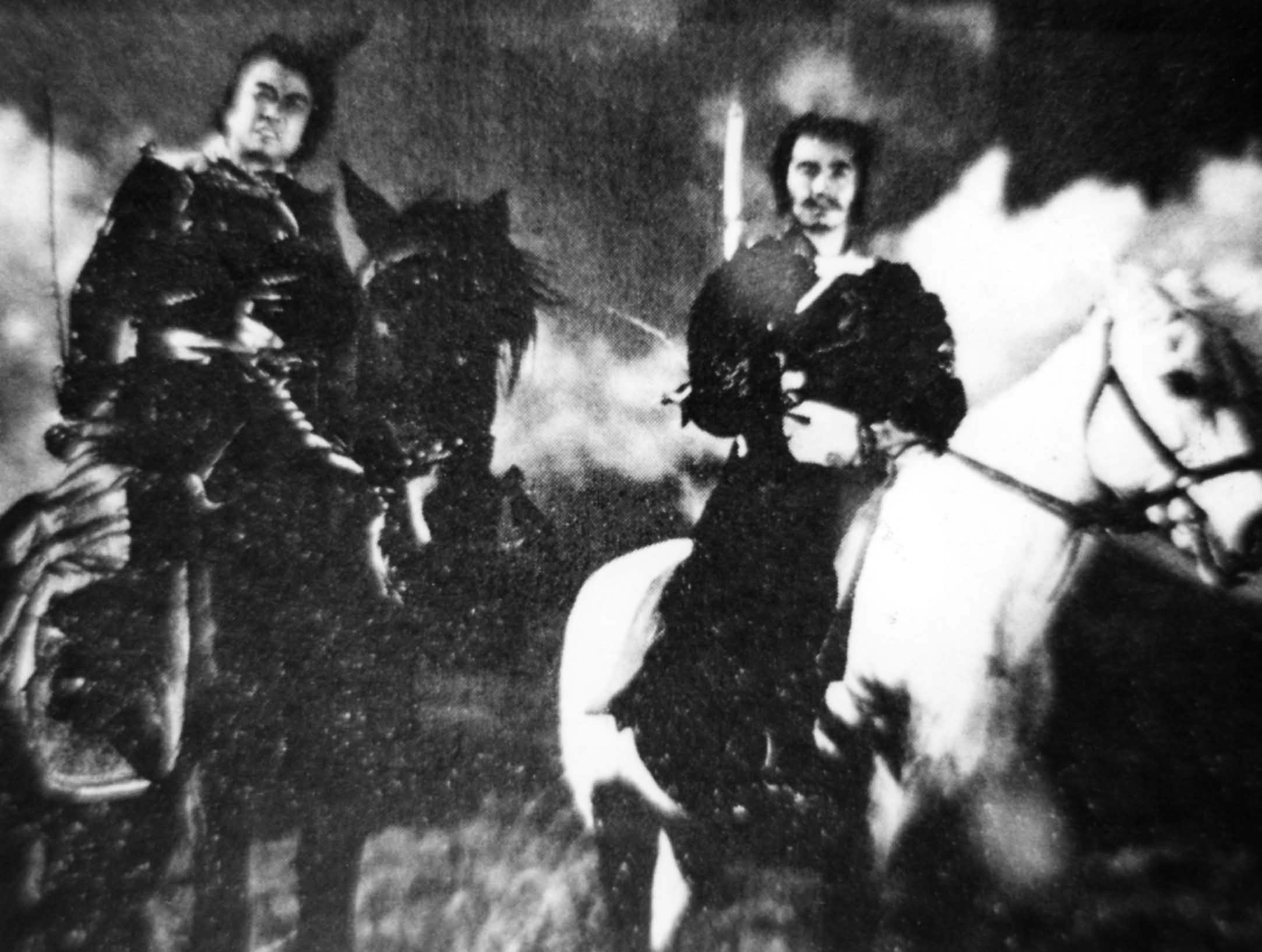
Scène du film Le Bandit samouraï (1937).

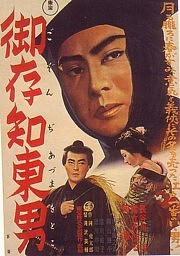
Affiche de Gozonji azuma otoko (1939).

- 1937 : Le Bandit samouraï (戦国群盗伝 前篇 虎狼, Sengoku guntō-den zenpen: Tora ōkami?)
- 1937 : Le Bandit samouraï II (戦国群盗伝 後篇 暁の前進, Sengoku guntō-den kōhen: Akatsuki no zenshin?)
- 1937 : Tōkaidō wa Nihonbare (東海道は日本晴れ?)
- 1938 : Chinetsu (地熱?)
- 1938 : Ōma no tsuji: Edo no maki (逢魔の辻 江戸の巻?)
- 1939 : Les 47 rōnin I (忠臣蔵 前篇, Chūshingura: Zenpen?)[2]
- 1939 : Gozonji azuma otoko (御存知東男?)
- 1940 : Taiyō no miyako (太陽の都?)
- 1942 : Umezato sensei gyōjōki: Ryūjin ken (梅里先生行状記 龍神剣?)
- 1943 : Ina no Kantarō (伊那の勘太郎?)
- 1943 : Himetaru kakugo (秘めたる覚悟?)
- 1945 : Nihon kengō den (日本剣豪伝?)
- 1949 : Kirare no senta (斬られの仙太?)
- 1951 : Heian guntō-den: Hakamadare yasusuke (平安群盗伝 袴だれ保輔?)
- 1952 : Yagura daiko (やぐら太鼓?) co-réalisé avec Masahiro Makino
- 1953 : Yasugorō shusse (安五郎出世?)
- 1953 : Yūdachi kangorō (夕立勘五郎?)
- 1953 : Tetsuwan namida ari (鉄腕涙あり?)
- 1954 : Kunisada Chūji (国定忠治?)
- 1954 : Hatsusugata Ushimatsu gōshi (初姿丑松格子?)
- 1955 : Rokunin no ansatsusha (六人の暗殺者?)
- 1955 : Oshun torimonochō: Nazo no amagoten (おしゅん捕物帖 謎の尼御殿?)[3]
- 1956 : Kuro obi ujō: Hana to arashi (黒帯有情 花と嵐?)[4]
- 1957 : Muhō ichidai (「廓」より 無法一代?)
- 1957 : Byakuya no yōjo (白夜の妖女?)
- 1958 : Kajin (佳人?)
- 1958 : Shi no kabe no dasshutsu (死の壁の脱出?)
- 1958 : Zesshō (絶唱?)
- 1959 : Inoru hito (祈るひと?)
- 1959 : Sekai o kakeru koi (世界を賭ける恋?)
- 1960 : Zassō no yō na inochi (雑草のような命?)
- 1960 : Ajisai no uta (あじさいの歌?)
- 1960 : Jūrokusai (十六歳?)
- 1962 : Sayōnara no kisetsu (さよならの季節?)
- 1962 : Kumo ni mukatte tatsu (雲に向かって起つ?)
- 1962 : Shirobanba (しろばんば?)
- 1963 : Kiriko no tango (霧子のタンゴ?)
- 1964 : Shutsugeki (出撃?)
- 1964 : Shin otoko no monshō: Dokyō ichiban (新・男の紋章 度胸一番?)
- 1964 : Otoko no monshō: Hana to nagadosu (男の紋章 花と長脇差?)
- 1965 : Otoko no monshō: Kenka kaidō (男の紋章 喧嘩街道?)
- 1965 : Otoko no monshō: Ruten no okite (男の紋章 流転の掟?)